# New Sharon (Maine)
Pour les articles homonymes, voir New Sharon.
New Sharon est une ville américaine située dans le Comté de Franklin, dans le Maine. Selon le recensement de 2020, sa population est de 1 458 habitants.

## Histoire de la ville
La ville a été accordée aux colons par l'État de Massachusetts en 1791 et a été incorporée en 1794 à partir d'Unity Plantation.
Auparavant, la ville comprenait 21 écoles, 6 églises, 3 scieries, des fabricants de chaises, de chaussures, de voitures, de vêtements ainsi que d'un moulin à farine.
Maintenant, la ville possède une école primaire, 3 églises, un bureau de poste, une caserne de pompiers et plusieurs commerces.

## Activités disponibles
La grande présence d'espaces boisés et d'étangs permet notamment la pratique de la chasse, du VTT, de la photographie panoramique, mais également du canoë et de la pêche.
En hiver, il est également possible de faire de la motoneige.